# Clotilde de Surville
Pour les articles homonymes, voir Surville.
Marguerite-Éléonore Clotilde de Vallon-Chalys, dame de Surville (née vers 1405 à Vallon-Pont-d'Arc, morte vers 1498) est une prétendue poétesse française. Ses poésies, publiées seulement au début du XIXe siècle (Poésies de Marguerite-Éléonore-Clotilde de Vallon-Chalys, depuis Madame de Surville, poète français du XVe siècle, Paris, Henrichs, 1803) soulevèrent l’enthousiasme avant de se révéler être une supercherie littéraire due à Joseph de Surville.

## Sa vie
À peine âgée de onze ans, elle traduit en vers, et avec un talent précoce, une ode de Pétrarque. Les malheurs qui suivent la démence de Charles VI ayant fait quitter la capitale à un grand nombre de familles, elles viennent chercher un asile sur les rives du Rhône, de l'Isère et de la Durance, où le Dauphin compte beaucoup de partisans. Clotilde a pour compagnes plusieurs Parisiennes, dont l'esprit et le goût contribuent positivement à former le sien. En 1421, elle connaît et aime Bérenger de Surville, jeune homme de vingt-deux ans, et l'épouse la même année, malgré la perte encore récente de sa mère. À peine marié, Bérenger est obligé d'aller rejoindre l'armée de Charles VII, alors Dauphin. C'est pendant cette absence que Clotilde compose sa première héroïde, dans laquelle on trouve la violence des feux de Sapho. On prétend que cette pièce ayant été montrée au célèbre Alain Chartier, il dit que l'auteur « n'aurait jamais l'air de la cour ». On ajoute que de ce jugement naquit l'antipathie et le mépris de Clotilde pour le poète royal.
Pendant les sept années de son union avec Bérenger, elle s'occupe de refondre le grand poème commencé sous le titre de Lygdamir et le fait entrer dans le plan de sa Phélypeïde. Elle entreprend aussi le roman héroïque et pastoral du Chastel d'amour. Ayant perdu son époux au siège d'Orléans, un fils unique, encore en bas âge, lui reste pour la consoler. Tout entière à l'éducation de cet enfant, elle s'occupe de revoir ses premiers ouvrages et de les corriger. On croit même qu'à cette époque elle doit commencer des mémoires qui sont perdus, et dont les premiers livres contiennent l'histoire de l'ancienne poésie française.
Vers 1450, elle Marie son fils à Héloïse de Goyon de Vergy, qui meurt en 1468. Ce fils suivit de près son épouse au tombeau, et Clotilde n’a plus alors de consolation que dans la société de sa petite-fille Camille, qui ne l'a jamais abandonnée et a renoncé pour elle au mariage. Camille meurt à quarante-cinq ans, et Clotilde, plus qu'octogénaire, se résout à aller respirer pour la dernière fois l'air pur du lieu de sa naissance. C'est là qu'elle apprend la nouvelle de la victoire de Fornoue, et qu'elle compose son chant royal adressé à Charles VIII. Depuis cette époque, elle n'a plus rien écrit. Clotilde est âgée de plus de 90 ans quand elle meurt. On croit que c’était à Vesseaux, et qu'on l'a inhumé dans la même tombe qui renfermait les cendres de son fils, d'Héloïse et de Camille.

### Légende et faits réels
La bisaïeule de Clotilde, Justine de Lévis, serait la dédicataire d'un sonnet de Pétrarque, selon le marquis de Sade. En effet, Giustina de Lievi-Perroti avait envoyé un sonnet à Pétrarque. Le sonnet de Giustina et la réponse de Francisco Petrarca, en italien Sonetti de più illustri poeti d' Italia. Scelti, pages 17 & 18
Bérenger de Surville a bien épousé une Marguerite, mais Chalis et non pas de Vallon-Chalis ; il s'est marié en 1428 et non 1421 ; à Privas et non à Vallon.

## La mystification littéraire
Le manuscrit des poésies de Clotilde serait alors passé de génération en génération jusqu'aux mains de Joseph Étienne, marquis de Surville, royaliste, fusillé au Puy en octobre 1798. Le marquis avant sa mort confie le manuscrit à son épouse, lui demandant de les faire éditer. En 1803, un écrivain, qui fit partie plus tard de l'Académie des inscriptions, Charles Vanderbourg publie un volume renfermant, après une longue et curieuse préface, une quarantaine de pièces de vers, inspirées les unes par un sentiment tendre et maternel rempli de grâce et de douceur, les autres par des pensées patriotiques et belliqueuses. L'admiration est générale, la louange unanime ; mais divers critiques autorisés doutent de l'authenticité de ces vers charmants. Vandebourg lui-même, avant de les éditer, émet des doutes (correspondance échangée avec la marquise de Surville). Selon eux, on trouve dans ces poèmes des idées modernes, des efforts toujours sensibles, parfois malheureux, pour imiter le style du XVe siècle, des similitudes frappantes avec des œuvres modernes.

### Légende et faits réels
Le poème De la nature et de l'Univers fait allusion aux sept satellites de Saturne : « ton loingtain Saturne Dont sept globules nayns traynent le char nocturne ». Or, ceux-ci ont été découverts bien après la mort de Clotilde…
Jules Baissac, linguiste, énonce dans une Lettre de nombreux arguments pour démontrer que le style des Poésies de Clotilde ne correspond en rien à celui de l'époque où elles ont soi-disant été écrites ; retenons plus particulièrement ce passage sur les articles et les pronoms toniques.

### La mystification fait la quasi-unanimité
L'histoire racontée par Vanderbourg de la découverte des manuscrits de Clotilde est traitée de fable ; on ne voit dans ces compositions que des productions toutes récentes. Des défenseurs s'élevent ; Vanderbourg maintient énergiquement ses assertions ; il est appuyé par un écrivain ingénieux, mais trop ami du paradoxe, Charles Nodier (Questions de littérature légale [1812-1828], éd. critique Genève, Droz, 2003). Mais les savants les plus accrédités se prononcent contre l'authenticité de l'œuvre, tout en mêlant parfois à leurs jugements des affirmations erronées dues à ce que la situation vraie des choses ne leur était pas bien connue.
Raynouard met les poésies de Clotilde de Surville au même rang que celles que Thomas Chatterton a voulu faire passer comme l'œuvre d'un vieux poète inconnu nommé Rowley ; il ne voit dans ces vers qu'un jeu d'esprit, une fraude habile, et sans rien préciser, il donne à entendre que c’est à Vanderbourg qu'il faut s'en prendre d'un tort bien excusable, puisqu'il ajoute des richesses nouvelles à la poésie française.
Quelques années plus tard, Villemain, reprenant cette question dans le cours de littérature qu'il professe, signale le volume publié en 1803 comme une habile supercherie, et il ajoute : « Le monument est curieux ; mais c'est une petite construction gothique élevée à plaisir par un moderne architecte ». Il attribue l'ouvrage à Joseph Étienne, marquis de Surville, un descendant de Clotilde. En 1839, le savant et judicieux Dannou, lisant à l'Institut une notice sur Vanderbourg (mort depuis douze ans), discute les choses et se prononce pour reconnaître dans l'ancien membre de l'Académie des inscriptions l'auteur des poésies de Clotilde : « les meilleurs morceaux du recueil sont sortis de sa plume, et personne ne peut lui reprocher une fiction à laquelle on doit une lecture agréable et quelquefois profitable ».

### La tentative de réhabilitation d'Antonin Macé
À la fin du XIXe siècle, dans un ouvrage, Antonin Macé entreprend de débrouiller ce curieux problème. Il apporte des éléments nouveaux, ayant entre les mains ce qu'on n'avait pas eu jusqu'alors, une volumineuse correspondance où figurent vingt et une lettres écrites par Vanderbourg à la veuve de l'infortuné marquis de Surville. Il établit que Vanderbourg est de bonne foi dans toute cette affaire, qu'il n'est l'auteur d'aucune supercherie et qu'il n'a pas composé une seule des pièces dont il est l'éditeur. Dans la première des lettres adressées à madame de Surville, Vanderbourg dit qu'il a connu le marquis en Allemagne, qu'il a obtenu la communication de quelques-unes des pièces de vers que l'officier émigré lisait parfois comme faisant partie d'un volume de poésies composées par une de ses aïeules ; il offre à madame de Surville d'être l'éditeur de ces poésies ; elle conserve tous les bénéfices que peut donner cette publication. Madame de Surville ne possède aucun manuscrit de son mari jusqu'en 1802, lorsque Jeanne-Marie Claudine Jourda de Vaux de Chabanolles lui adresse 3 volumes de poésies, sous le nom de Clotilde, entièrement écrits de la main du marquis. C’est en effet à ladite dame de Chabanolles que le marquis a confié ces manuscrits lorsque celle-ci lui donne asile en son château de Chabanolles à Retournac (Haute-Loire). Madame de Surville les remet alors à Vanderbourg. Celui-ci s'occupe avec activité et intelligence de leur publication ; elle donne lieu à bien des difficultés, qui sont enfin surmontées et dont les lettres de l'éditeur retracent toute l'histoire.
Une des circonstances les plus curieuses de tout ceci, c'est que l'imprimeur Didot, trouvant des passages qui lui semblent empreints de royalisme, craint de se compromettre et il fait demander l'approbation du ministre de l'intérieur Chaptal. Celui-ci, n'osant prendre sur lui de trancher la difficulté, en référé au premier consul, Napoléon Bonaparte mais c’est au moment de la rupture de la paix d'Amiens, et le chef de l'État a en tête bien d'autres affaires. Joséphine de Beauharnais intervient, et les poésies paraissent sans retranchements. Le succès est complet mais bien des voix s'élevent pour nier l'authenticité de ces vers.
Vanderbourg est fort piqué de ces critiques. Il ne doute pas de l'existence de Clotilde de Surville ; mais il admet cependant que le marquis a mis du sien dans le recueil qu'il a laissé à Retournac. Il y voit « un excellent tableau original retouché par des mains habiles ». Macé croit que c'est là en effet le dernier mot de la question. Ses recherches ont démontré combien on se trompe en présentant Vanderbourg comme l'inventeur de Clotilde et il n'a pas écrit un seul des vers publiés sous ce nom. On peut penser que le marquis de Surville est l'unique auteur de l'œuvre qui excite tant de débats mais deux arguments puissants s'opposent à cette hypothèse : d'abord la nullité du talent poétique du marquis, trop bien constatée par les essais que conserve sa famille et qui sont au-dessous du médiocre ; ensuite par la lettre qu'il a écrite la veille de sa mort dans laquelle de Surville se préoccupe, avec la plus vive sollicitude, pour l'honneur de sa famille, des « œuvres immortelles » de son aïeule.
D'après Macé, il n'est plus permis de mettre en doute l'existence, au XVe siècle, d'une femme ayant composé des vers inspirés par l'amour maternel, l'affection conjugale et de nobles sentiments patriotiques ; mais on ne saurait prétendre que ces vers nous sont parvenus dans leur originalité, dans leur rudesse primitive. Ils ont été retouchés, embellis, gâtés. De Surville a parfois rajeuni, parfois vieilli. Qu'a-t-il conservé ? qu'a-t-il fait disparaître ? Personne ne saurait le dire. Une lettre, écrite par un de ses amis, de Brazais, qui joue un rôle dans la publication de 1803, dit que le marquis lui a fait part de son projet d'édition, lui a demandé de corriger certains morceaux, ajoute que Surville a prêté à Clotilde de vieux mots insignifiants et lui a quelquefois donné une élégance trop moderne.
Un second recueil des vers de Clotilde est publié, en 1826, par Charles Nodier et de Roujoux, sous le titre de Poésies inédites et la supposition est ici manifeste. Ce ne sont pas seulement des idées modernes qu'on prête à Clotilde, ce sont encore des connaissances parfaitement étrangères au XVe siècle. Dans un poème sur la Nature et l'univers, on voit Clotilde prendre la défense du système astronomique de Copernic (il était à peine né), réfuter Lucrèce (dont l'œuvre ne fut imprimée qu'après l'époque où on fait vivre Clotilde), et, ce qui est plus fort, mentionner les sept satellites de Saturne, qui n'ont été découverts que bien après le XVe siècle. Le volume de 1826 est surtout rempli par des notices de pure imagination sur des femmes poètes qui n'ont pas existé. Cette malencontreuse publication fait le plus grand tort à la cause de Clotilde. Son juste discrédit frappe d'un fâcheux contrecoup le volume de 1803. 
Dès 1873, la tentative de réhabilitation de Macé est balayée par divers auteurs, notamment Gaston Paris et la critique contemporaine n'évoque plus Clotilde de Surville comme un cas d'école des préjugés sur l'histoire littéraire féminine ou des supercheries littéraires

## Œuvres
- Poésies inédites de Marguerite-Éléonore Clotilde de Vallon et Chalys, depuis Madame de Surville, poète français du xve siècle publiées par Joseph Étienne de Surville, Charles de Vanderbourg, Paris, Chez Henrichs, rue de la Loi, 1803 (lire en ligne)
- Poésies inédites de Marguerite-Éléonore Clotilde de Vallon et Chalys, depuis Madame de Surville, poète français du xve siècle, publiées par Mrs de Roujoux et Ch. Nodier, ornées de gravures dans le genre gothique, d'après les dessins de Colin, élève de Girodet, Paris, Nepveu, 1827 (lire en ligne)

### Études récentes
- Denis Hüe, « Clotilde de Surville, cette inconnue », dans Isabelle Durand-Le-Guern (éd.), Images du Moyen Âge, Rennes, Presses universitaires de Rennes, coll. « Interférences », 2007 (ISBN 978-2-7535-4640-0, lire en ligne), p. 149-162.

- Jean-François Jeandillou, Supercheries littéraires. La vie et l'œuvre des auteurs supposés, Genève, Librairie Droz, 2001 (1re éd. 1989), 530 p. (ISBN 978-2-600-00520-3, lire en ligne), p. 45-77

- Sophie Vanden Abeele-Marchal, « Histoire littéraire féminine et fiction au XIXe siècle : le cas de Clotilde de Surville », Fabula-LhT, no 7 « Y a-t-il une histoire littéraire des femmes ? »,‎ avril 2010 (ISSN 2100-0689, lire en ligne).

- Rachel Sauvé, « Les "Poésies" de Clotilde de Surville : supercherie littéraire et subversion des genres », Nineteenth-Century French Studies, University of Nebraska Press, vol. 29, nos 1/2,‎ automne-hiver 2000-2001, p. 21-34 (JSTOR 23538113)

- Auguste Tourette, Quelques mots sur Vals et ses environs, Res Universis, 1993, 152 p. (ISBN 978-2-7428-0154-1)

### Études anciennes
- Hippolyte Colly, Retournaguet et la paroisse de ce nom : monographie illustrée suivie de notices biographique et généalogique, Paris, Le livre d'histoire, 2007 (1re éd. 1882), 106 p. (ISBN 978-2-7586-0064-0), p. 44-51

- Antonin Macé, Un procès d'histoire littéraire : les Poésies de Clotilde de Surville, études nouvelles suivies de documents inédits, Grenoble, Prudhomme, 1870 (lire en ligne)

- Albin Mazon, Marguerite Chalis et la légende de Clotilde de Surville : étude sur l'authenticité des poésies de Clotilde de Surville : suivie de l'acte de mariage de Béranger de Surville, d'une lettre de M. Eugène Villard et d'une lettre de M. Jules Baissac, Paris, A. Lemerre, 1873, 134 p. (lire en ligne)